# Il sole dentro (Gerardina Trovato)
Il sole dentro è un album raccolta di Gerardina Trovato, pubblicato nel 1997 dall'etichetta discografica Sugar Music.

## Descrizione
I primi due brani, Il sole dentro (presente anche in versione remix) e Nascerai, sono gli unici inediti del disco.

## Tracce
CD (Sugar, SGR D77807)
1. Il sole dentro – 3:53
2. Nascerai – 3:43
3. Non è un film – 4:37
4. Lasciami libere le mani (remix) – 5:07
5. Angeli a metà – 4:23
6. Sognare, sognare – 4:13
7. Vivere – 4:03
8. Amori amori – 3:46
9. Se fossi un uomo – 5:07
10. Ma non ho più la mia città – 4:24
11. Una storia già finita – 4:01
12. Piccoli già grandi (remix) – 5:12
13. Insieme senza parole – 4:50
14. Cambierò domani – 4:07
15. Il sole dentro (remix) – 5:50
16. Goodbye – 3:44

Durata totale: 71:00

## Classifiche
| Classifica (1997) | Posizione massima |
| ----------------- | ----------------- |
| Italia            | 29                |